# Angelica duclouxii
Angelica duclouxii är en växtart i släktet kvannar (Angelica) och familjen flockblommiga växter. Den beskrevs av Friedrich Karl Georg Fedde och Hermann Wolff 1930.
Arten är en perenn ört som förekommer i norra Kina.